# Automat przywracania ciągu
Automat przywracania ciągu, ATR (ang. Automatic Thrust Restoration) – system instalowany w niektórych samolotach pasażerskich, mający zapobiegać niebezpiecznemu zmniejszaniu ciągu silników przy wznoszeniu oraz zniżaniu samolotu. Jeśli podczas startu lub podchodzenia do lądowania pilot za bardzo zmniejszy moc silników (co może doprowadzić do niebezpiecznego zadławienia się jednostek napędowych i przeciągnięcia), system automatycznie „popycha” dźwignię przepustnicy do odpowiedniego poziomu.